# All Saints (DLR)

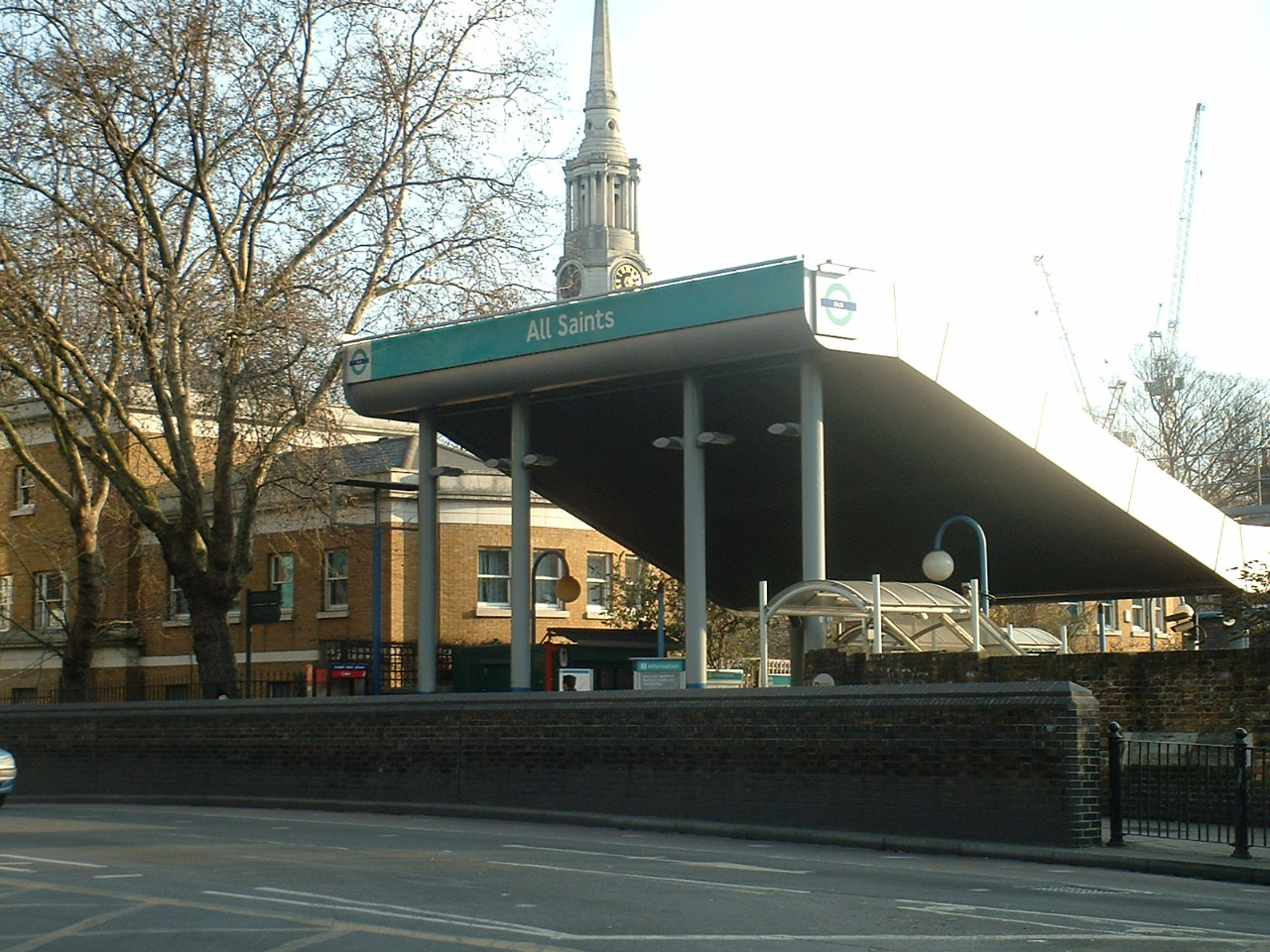
Stationsgebäude, dahinter der Turm der Kirche All Saints

All Saints ist eine Station der Docklands Light Railway (DLR) im Londoner Stadtbezirk London Borough of Tower Hamlets. Sie liegt in der Travelcard-Tarifzone 2 an der East India Dock Road im Stadtteil Poplar. Der Name stammt von der gleichnamigen Kirche in unmittelbarer Nähe (All Saints = Allerheiligen).
Die Station wurde am 31. August 1987 eröffnet, zusammen mit der Zweigstrecke in Richtung Stratford. Während der Hochblüte der Docklands befand sich am selben Standort der Bahnhof Poplar (East India Road), die Endstation einer Zweigstrecke der North London Railway von Broad Street her. Der am 1. August 1866 eröffnete Bahnhof musste am 15. Mai 1944 geschlossen werden, als die Trasse nach zahlreichen Luftangriffen der deutschen Luftwaffe unpassierbar geworden war. Beim Bau der DLR-Strecke riss man den ungenutzten Bahnhof ab.